# Lepidocolaptes
Lepidocolaptes is een geslacht van zangvogels uit de familie ovenvogels (Furnariidae).

## Soorten
Het geslacht kent de volgende elf soorten:
- Lepidocolaptes affinis  – Vlekkruinmuisspecht
- Lepidocolaptes albolineatus  – Guyanamuisspecht
- Lepidocolaptes angustirostris  – Wenkbrauwmuisspecht
- Lepidocolaptes duidae  – Duidamuisspecht
- Lepidocolaptes falcinellus  – Donkerkruinmuisspecht
- Lepidocolaptes fatimalimae  – Inambarimuisspecht
- Lepidocolaptes fuscicapillus  – Bruinkapmuisspecht
- Lepidocolaptes lacrymiger  – Bergmuisspecht
- Lepidocolaptes leucogaster  – Witbuikmuisspecht
- Lepidocolaptes souleyetii  – Streepkopmuisspecht
- Lepidocolaptes squamatus  – Geschubde muisspecht